# 孙滢皓
孙滢皓（2000年6月6日—），出生于中国内蒙古，中国大陆男歌手、舞者。现经纪公司为老鱼映画。曾是一名艺人专业伴舞。2019年，担任腾讯音乐节目《明日之子水晶时代》编舞老师之一。2021年，参加爱奇艺男团选秀《青春有你 第三季》，而获得瞩目，并成为IXFORM成员，团体于2022年11月8日解散。其后以个人身份进行演艺活动，包括发行单曲，出演剧集及成为综艺节目的常驻成员。2024年，參加愛奇藝國際版選秀節目《星光閃耀的少年》，为该节目其中一位最受欢迎的选手。 2024年12月8日，其工作室发布一篇文章，提到由于「对未来的不确定性」、「舞台和机会被动」，以及疑似在节目期间「不被尊重」，隐晦地表达改变了出道的意愿，2024年12月15日，在第二轮投票结束后，节目投票页面显示孙滢皓已退赛。

## 早年经历
孙滢皓来自中国内蒙古自治区赤峰市，父母经营水果摊生意。孙滢皓自小希望进入演艺圈发展，热爱跳舞，在校期间经常在晚会上表演。中学时期曾因“中性风”在校园遭受流言蜚语和语言霸凌，但依然坚持做自己。。
因为想接触更专业的舞蹈训练，高中毕业后孙滢皓来到北京。他也是美妆网红和直播网卖博主，常拍摄美妆视频，也因为中性美装扮或男扮女装掀起话题。

## 演艺经历
孙滢皓曾任专业伴舞与舞蹈老师。孙滢皓之前任职于艺人团队的御用舞蹈团，所以曾给许多明星艺人伴舞，如李宇春、汪苏泷、迪丽热巴、张靓颖、邓紫棋、孟美琪、伍嘉成、王菊、王源，常在艺人的演唱会或广告里担任伴舞。
2019年6月，担任腾讯音乐比赛节目《明日之子水晶时代》的编舞老师之一。
2019年11月，以伴舞身份参与《陈情令》国风演唱会、多场RISE全国巡回演唱会。也曾以伴舞身份，参与《这就是歌唱•对唱季》、江苏卫视跨年演唱会、《全民K歌》年度盛典、德云社综艺节目、和其他大型演唱会等。
2021年2月，参加爱奇艺中国男团选秀节目《青春有你第三季》。孙滢皓在初评级与主题曲环节皆获得A等级。他的三次顺位排名仪式為第11、第6、第5名，并成功晋级总决赛。5月9日，愛奇藝於微博宣布正式終止節目錄製，取消決賽。。7月25日，於愛奇藝《成都超樂音樂節》正式官宣出道，成為“IXFORM”成員之一。
2024年10月，再次參加愛奇藝國際版選秀節目《星光閃耀的少年》。

## 音樂作品

### 單曲
| 發佈日期      | 歌名           | 平台                                     | 备注                                  |
| ------------- | -------------- | ---------------------------------------- | ------------------------------------- |
| 2023年2月15日 | 就是你就是你   | QQ音樂 Apple Music Spotify               | 收錄在羣星演唱的專輯《明暗關係》      |
| 2024年1月15日 | 在风里舞动     | QQ音樂                                   | 收錄在羣星演唱的專輯《夏日少年气2.0》 |
| 2024年6月6日  | 超新星         | QQ音樂 Apple Music Spotify YouTube Music | 生日單曲                              |
| 2025年4月18日 | Like An Animal | QQ音樂                                   |                                       |

## 影視作品

### 電視劇/網絡劇
| 首播年份 | 剧名           | 角色   | 备注     |
| -------- | -------------- | ------ | -------- |
| 2024     | 仙剑四         | 明尘   | 網絡剧   |
| 2024     | 再见已是白月光 | 花池   | 網絡劇   |
| 2024     | 恋恋小食光     | 时光   | 網絡短劇 |
| 2025     | 错位爱人       | 陈祉青 | 網絡短劇 |
| 2025     | 春来定风波     | 陆景行 | 網絡剧   |
| 待播     | 我不是随便的人 | 吴宇   | 網絡劇   |

### 綜藝節目
| 播出日期                     | 頻道                     | 節目名稱                   | 備註     |
| 2019年6月 - 2019年8月        | 腾讯                     | 《明日之子水晶时代》       | 编舞老师 |
| 2021年2月18日 -              | 愛奇藝                   | 《青春有你 (第三季)》      | 參賽者   |
| 2023年12月28日-2024年2月29日 | 東南衛視 海峽衛視 芒果TV | 《田间的少年》             | 常驻成员 |
| 2024年7月11日-2024年9月3日   | 河南衛視 芒果TV          | 《田间的少年2 （茶田篇）》 | 常驻成员 |
| 2024年7月23日-               | 東南衛視海峽衛視 芒果TV  | 《不可思议的旅行-亚洲篇》  | 常驻成员 |
| 2024年10月                   | 愛奇藝國際版             | 《星光閃耀的少年》         | 參賽者   |